# Publications of the Astronomical Society of the Pacific
Publications of the Astronomical Society of the Pacific (spesso abbreviato in PASP in note e riferimenti bibliografici) è una rivista scientifica a revisione paritaria gestita dalla Società Astronomica del Pacifico. Pubblica articoli di ricerca e revisione, documenti di strumentazione tecnico scientifica e riassunti di tesi nei campi dell'astronomia e dell'astrofisica. Tra il 1999 e il 2016 è stato pubblicato dalla University of Chicago Press e dal 2016 è stato pubblicato da IOP Publishing. L'attuale caporedattore è Jeff Mangum dell'Osservatorio Nazionale di Radio Astronomia.
PASP è pubblicato mensilmente dal 1899 e, insieme a The Astrophysical Journal, The Astronomical Journal, Astronomy and Astrophysics, e le Monthly Notices of the Royal Astronomical Society, è una delle principali riviste per la pubblicazione di ricerche astronomiche.